# Louca Paixão
Louca Paixão é uma telenovela brasileira produzida pela JPO Produções e exibida pela RecordTV entre 30 de março e 10 de setembro de 1999, em 141 capítulos, substituindo Estrela de Fogo e sendo substituída por Tiro e Queda. É um remake de 2-5499 Ocupado, escrita em 1963 por Dulce Santucci na TV Excelsior. Foi escrita por Yves Dumont, com colaboração de Lílian Víveros e Paulo Cabral, direção de Jacques Lagôa e Rodolfo Silot e direção geral de José Paulo Vallone.
Conta com Karina Barum, Maurício Mattar, Suzy Rêgo, Cássia Linhares, Lolita Rodrigues, Gracindo Júnior, Glauce Graieb e Ingra Liberato nos papéis principais.

## Produção
Louca Paixão foi um remake contemporâneo de 2-5499 Ocupado, produzida pela TV Excelsior em 1963, e lembrada por ter sido a primeira telenovela diária brasileira. Esta, por sua vez, foi uma adaptação de Dulce Santucci baseada na obra original do escritor argentino Alberto Migré.
2-5499 Ocupado teve apenas 42 capítulos e 12 personagens. Em Louca Paixão, os números subiram para 141 capítulos e o elenco para 30 personagens, "Estamos refazendo uma história com mais de 35 anos com os métodos dos anos 90, com mais personagens e tramas paralelas. A partir dessa atualização que estamos fazendo na trama, é possível mostrar como o veículo mudou durante esse tempo. E rediscutir esse formato que as pessoas dizem estar em crise", disse o autor Yves Dumont. Após 14 anos na Rede Globo, Maurício Mattar foi contratado pela Rede Record, de acordo com o ator, o grande motivo da troca de emissora foi a possibilidade de cantar na novela. "Há cinco anos priorizo a carreira de cantor. Quero ser como Elvis Presley e Frank Sinatra", disse. Para o papel da protagonista. José Paulo Avallone, diretor de programação da emissora disse que são cogitadas Susana Werner, Guilhermina Guinle, Suzy Rêgo e Giovanna Gold. Lolita Rodrigues que na primeira versão interpretou a melhor amiga da protagonista, nesta versão vive a empregada Helena Moraes, mãe de Letícia, que a abandonou num orfanato. O jogador do Corinthians, Marcelinho Carioca, fez uma participação especial no núcleo italiano da trama. Vanusa Spindler também fez uma participação, interpretando Débora, ela fez a testemunha de que Letícia (Karina Barum) não matou uma colega de reformatório.
A novela teve cenas gravadas no presídio do Hipódromo, em São Paulo, desativado em 1995, onde hoje funciona o Sistema de Saúde do sistema penitenciário de São Paulo. No mesmo local foram feitas cenas com o personagem José Clementino (Tony Ramos), o pai da personagem Shirley (Karina Barum) na telenovela Torre de Babel (1998). A Record gastou R$ 30 mil e deve gastar mais R$ 20 mil para concluir as reformas no presídio, e vai utilizá-lo até o final das gravações, "O local estava sujo e abandonado. Pintamos as celas na mesma tonalidade de cinza e envelhecemos a pintura para dar aspecto de usado", diz Waldir Gunther, diretor de arte. Para o laboratório, Suzy Rêgo, Karina Barum, Maria Alves e Ingra Liberato passaram quatro dias no presídio de Franco da Rocha, na Grande São Paulo. A protagonista Karina Barum visitou algumas prisões antes das gravações e disse "Acabei descobrindo que o Carandiru é maravilhoso. Digo, em relação a outros presídios, claro".
Problemas reais e contemporâneos da rotina carcerária, como homossexualidade, drogas e violência, foram enfocados na novela. O autor Yves Dumont, porém, ressaltou que essas situações serviram apenas como pano de fundo da trama, que explorou mais o lado romântico.
Louca Paixão teve um suspense: "quem matou Pedrão?". Foram gravados três finais diferentes, onde os assassinos do personagem de Matheus Carrieri eram Vera (Suzy Rêgo), Teresa (Glauce Graieb) e Gil (Paulo Leite). No final que foi ao ar, a assassina era Vera, cansada das chantagens de Pedrão, seu ex-namorado. A moça, que estava em liberdade condicional, voltou então para o presídio. Por sugestão de Yves Dumont, foram gravadas 3 versões para o final, "Desde que comecei a escrever a trama já havia planejado esse assassinato e o autor do crime, mas decidi rodar três finais para manter a curiosidade até o fim", e negou que foram feitas para promover Tiro e Queda, sucessora no horário, "Apesar desse mistério final, a novela girou toda em torno do mote da paixão, enquanto a próxima terá o suspense como centro do enredo".

## Enredo
Letícia é uma detenta condenada injustamente pelo assassinato de uma garota no orfanato onde cresceu e, mesmo já tendo cumprido metade da pena, ela não desiste de provar sua inocência. Trabalhando na prisão como telefonista, Letícia conhece André, presidente da revista Estillus, se apaixonando pela voz um do outro e passando a conversar todos os dias, porém, com medo de contar a verdade, ela mente que se chama Vera – nome de sua amiga de cela – e que é casada para não encontra-lo. No entanto quando a verdadeira Vera ganha liberdade condicional, ela decide ficar com o empresário ao descobrir que ele é rico, enfrentando a ardilosa noiva dele Carla.
Presa e impotente, Letícia precisa lidar diariamente com Jacinto, diretor do presídio que assedia as detentas, e Soninha 38, uma detenta violenta que torna a vida dela infernal, além de ser abalada com o retorno de sua mãe, Helena, uma alcoólatra que a abandonou aos 5 anos. Enquanto isso Vera passa a ser perseguida por seu ex-namorado, Pedro, interessado no dinheiro do empresário. Ainda há Miguel, pai de André casado com a ardilosa e arrogante Teresa, que nem imagina ter uma filha, Amanda, fruto de um caso dele com Iracema no passado.

## Reprises
Foi reapresentada pela primeira vez entre 29 de julho a 15 de novembro de 2002. Inicialmente reestreou às 17h, mas em 26 de agosto de 2002, foi transferida para às 14h, substituindo o programa Questão de Opinião, apresentado por Nei Gonçalves Dias.
Foi reexibida pela segunda vez entre 14 de agosto de 2006 a 26 de janeiro de 2007, às 14h30, substituindo o Cine Aventura e sendo substituída por A Escrava Isaura.
Em 2020 a Rede Bandeirantes comprou os direitos de reprise da telenovela.

## Elenco
| Ator              | Personagem                 |
| ----------------- | -------------------------- |
| Karina Barum      | Letícia Moraes / Vera      |
| Maurício Mattar   | André Albuquerque          |
| Suzy Rêgo         | Vera Soares / Letícia      |
| Cássia Linhares   | Carla de Holanda           |
| Lolita Rodrigues  | Helena Moraes              |
| Gracindo Júnior   | Miguel Albuquerque         |
| Glauce Graieb     | Teresa Albuquerque         |
| Ingra Liberato    | Sônia Pereira (Soninha 38) |
| Altair Lima       | Jacinto Leão               |
| Eliete Cigarini   | Aracy Bandeira             |
| Mateus Carrieri   | Pedro Assunção (Pedrão)    |
| Maria Alves       | Iracema Rangel             |
| Rodrigo Veronese  | Cadu Albuquerque           |
| Geórgia Gomide    | Joana Soares               |
| Ernando Tiago     | Daniel Soares              |
| Ângela Figueiredo | Drª. Suzana de Holanda     |
| Carlo Briani      | Domênico de Lucca          |
| Rosaly Papadopol  | Bianca de Lucca            |
| Fabiana Alvarez   | Juliana de Lucca           |
| Maurício Xavier   | Ubirajara Rangel (Bira)    |
| Viviane Porto     | Amanda Rangel              |
| Paulo Leite       | Gil de Holanda             |
| Carla Pagani      | Matilde Assunção           |
| Régis Monteiro    | Custódio                   |
| Cátia Fontinelli  | Camila                     |
| Créo Kellab       | Thiago Xavier              |
| Tuca Graça        | Ricardo de Holanda (Rico)  |

### Participações especiais
| Ator              | Personagem       |
| ----------------- | ---------------- |
| Enrique Díaz      | Advogado de Vera |
| Júlio Rocha       | Rodrigo          |
| Vanusa Spindler   | Débora           |
| Rogério Fróes     | Juiz             |
| Ênio Gonçalves    | Relator          |
| Alejandra Sampaio | Maria das Graças |
| Sérgio Buck       | Evandro          |

## Repercussão

### Audiência
Louca Paixão foi a mais bem sucedida das três telenovelas produzida pela RecordTV, em conjunto com a JPO, com média de 11 pontos, contra os 7 de Estrela de Fogo e os 5 de Tiro e Queda.
Estreou com média de 9 pontos no Ibope, na época, 720 mil telespectadores na Grande São Paulo, sua antecessora Estrela de Fogo terminou com média de 7 pontos, 560 mil telespectadores. A média de 9 pontos na audiência fez com que o SBT optasse por substituir Pérola Negra, que competia no horário e era vice-líder com médias de audiência entre 16 e 19 pontos no Ibope, por A Usurpadora ao invés de O Direito de Nascer.
Louca Paixão chegou a alcançar 12 pontos de média e picos de 15 pontos.
Na sua segunda reprise, que começou em 14 de agosto de 2006, Louca Paixão ficou em terceiro lugar concorrendo na segunda e terça com os dois primeiros capítulos de Feridas de Amor e os dois últimos capítulos de Rubi no SBT, com 3 e 4 pontos de média, respectivamente. No restante da semana, Feridas de Amor registrou média de 6 pontos contra 4 de Louca Paixão.

### Crítica
Francisco Martins da Costa da Folha de S.Paulo disse: "Novela popular é um gênero no qual não há espaço para meias-palavras, metáforas ou sutilezas. "Louca Paixão" é um produto que segue essa regra à risca. Na nova novela da Rede Record, que estreou anteontem à noite, a mocinha meiga foi presa por engano, a carcereira é uma megera masculinizada, o rico galã vive entediado apesar de ter tudo de bom que o dinheiro pode comprar e a cantina é tocada por uma família de italianos barulhentos e de sotaque carregado.
Os personagens iam sendo apresentados e Sandra de Sá cantava ao fundo que "uns nascem para sofrer enquanto outros riem". Deu para captar a conexão? Hã, hã? Se a proposta era essa mesmo, "Louca Paixão" cumpre sua meta. A diferença dessa para outras tramas exibidas pela Record é a produção, muito mais caprichada, ainda que com problemas de som. A trilha sonora reúne alguns dos maiores sucessos do momento nas rádios, como o pagode baiano do Raça Pura e o reggae da banda Nativus. Só pegou mal a cena em que Ingra Liberato, ao som de "Puro Êxtase", do Barão Vermelho, faz um sequestro relâmpago com Maurício Mattar como refém. Talvez fosse mais adequado um som dos Racionais MC's. O que mais incomoda é o ar blasé de Maurício Mattar, que não muda de cara nunca, no estilo Schwarzenegger de interpretação. Ele faz a mesma cara quando conversa com a namorada, quando é sequestrado, quando discute com a mãe, quando trabalha na sua revista moderninha e na abertura. Outro problema são os figurinos. Karina Barum e suas colegas de prisão parecem uma versão adulta das órfãs de "Chiquititas", com aqueles uniformes limpinhos."

## Trilha sonora
Capa: Karina Barum
Lista de faixas
| N.º | Título                      | Música                  | Personagem tema            | Duração |  |
| 1.  | "Louca Paixão"              | Maurício Mattar         | Abertura / Letícia e André |         |  |
| 2.  | "Jeito Sexy"                | Fat Family              | Carla e Cadu               |         |  |
| 3.  | "Azul da Cor do Mar"        | Sandra de Sá            | Carla                      |         |  |
| 4.  | "Juliana"                   | Bom Balanço             | Juliana e Bira             |         |  |
| 5.  | "Puro Êxtase"               | Barão Vermelho          | Juliana                    |         |  |
| 6.  | "Eternamente"               | Sem Compromisso         | Amanda e Thiago            |         |  |
| 7.  | "Presente de um Beija-flor" | Natiruts                | Cadu                       |         |  |
| 8.  | "Lanterna dos Afogados"     | Os Paralamas do Sucesso | Soninha 38                 |         |  |
| 9.  | "Contigo Aprendi"           | Juan Duran              | Miguel                     |         |  |
| 10. | "Não Foi à Toa"             | Soweto                  | Letícia e André            |         |  |
| 11. | "Declaração de Amor"        | Daniel                  | Letícia                    |         |  |
| 12. | "Mania de Você"             | Pepê e Neném            | Daniel                     |         |  |
| 13. | "Eu e Você"                 | Gibba                   | Geral                      |         |  |
| 14. | "Neon"                      | Ana Lélia               | Geral                      |         |  |

Outras músicas não incluídas
- "Júrame" - Joanna (tema de Teresa)
- "Falido Transatlântico" - Zé Ramalho (tema de Vera)